# 庄子久子
庄子 久子（しょうじ ひさこ、7月31日 - ）は、宮城県出身のラジオDJ。
エフエム石川入社後、KANAZAWA HOT 100、Ken Rock Station、T's AIRの番組を担当。2008年にエフエム石川を退社後、仙台市に帰郷して、Date fmなどで番組を担当している。

## 概要
宮城学院女子大学卒業。 南カリフォルニア大学を留学。卒業後、エフエム石川に入社。KANAZAWA HOT 100などの番組を歴任。2008年3月31日のT's AIRの番組を最後にエフエム石川を退社後、地元の仙台市に戻る。2008年4月2日よりDate fmでフリーアナウンサーとして活躍している。

## 人物
- 身長151.3cm。家族は両親と祖母と妹。
- 趣味は写真やサックス。定禅寺ストリートジャズフェスティバルでも毎年演奏している。
- 東日本放送のテレビ番組「未知ノ国守ダッチャー」で「J SIDE STATION」放送中に悪者に襲われてヒーローのダッチャーに救われるというストーリーで井上崇とともに出演した。役は実際と同じく「J SIDE STATION」のMC。
- 伊達な地図づくりin宮城の司会を毎年担当。

## 出演番組

### ラジオ
現在
- en Voyageマチージョリポート（東北放送、2週に1,2回程度の出演)
- FUJISAKI Precious Voices(FM仙台)
- 定時ニュース(FM仙台、主に火曜、金曜11:55-、13:55-)

過去
- KANAZAWA HOT 100 （エフエム石川　金曜日  18:00～21:55)
- Ken Rock Station　（エフエム石川　月～木曜日　18:00～19:55）
- T's AIR （エフエム石川　月～木曜日　16:00～17:55）
- Be-POP　（Date fm　水～木曜日　16:30～18:55)
- B-スタイル・フライデー　(FM山形 2008年4月～2009年3月)
- アラバキラヂオmini　(Date FM)
- ハートフルライフ（Date FM）
- Jammin' A-GO-GO (Date FM)
- J-SIDE STATION （Date fm　月～木曜日　14:00～15:55）
- 美穂と彩乃のたがいにみやぎプロジェクト！（Date fm　土曜日　08:00～08:25）
- みやぎ生協　めぐみのインフォメーション （Date fm 木曜日 10:45 - 10:50、2015年10月 - 2017年3月）
- みなさんぽ（Date fm 水曜日 12:30 - 12:55、2016年4月 - 2018年3月）
- 岩崎敬のラジオロイド（エフエム山形 金曜日 16:00 - 18:55、2015年10月-）